# Claude Gauvreau
Claude Gauvreau (* 19. August 1925 in Montreal; † 7. Juli 1971 ebenda) war ein kanadischer Schriftsteller.

## Leben und Wirken
Gauvreau studierte am jesuitischen Collège Sainte-Marie und bis 1947 an der Universität Montreal. 1942 kam er zur Gruppe der Automatisten um den Maler Paul-Émile Borduas, in der er als Lyriker und Theaterautor, ab 1945 auch als Kritiker aktiv war.
1947 wurde sein „dramatisches Objekt“ Bien-être mit der Schauspielerin Muriel Guilbault (seine „muse incomparable“) aufgeführt. 1948 war er Mitautor des Manifests der Automatisten Refus global. Nach dem Selbstmord der Guilbault 1952 begab sich Gauvreau in psychiatrische Behandlung und verfasste über sie den Roman Beauté baroque. 1954 organisierte er die letzte Ausstellung der Automatisten unter dem Titel La matière chante.
Zwischen 1952 und 1969 verfasste Gauvreau zahlreiche Texte für den Rundfunk, daneben schrieb er Theaterstücke und Lyrik. Janou Saint-Denis führte 1958 La jeune fille et la lune und Les grappes lucides an der École des beaux-arts auf, das Théâtre du Nouveau Monde 1972 Les oranges sont vertes und 1974 La charge de l'orignal épormyable.
Zu Gauvraus Lebzeiten erschien nur der Gedichtband Brochuges im Druck. Eine Ausgabe seines Gesamtwerkes wurde erst 1977 veröffentlicht. 1992 verfasste Jean Salvy eine szenische Adaption von Beauté baroque. 1993 erschien sein Briefwechsel mit Jean-Claude Dussault im Druck. Sein Stück L'asile de la pureté wurde 2003 vom Théâtre du Nouveau Monde aufgeführt.

## Werke
- Bien-être, dramatisches Objekt, 1947[1]
- Beauté baroque. Roman, 1952
- La charge de l'orignal épormyable. Drama, 1956
- L’Épopée automatiste vue par un cyclope. 1969 (Geschichte des Automatismus aus seiner Sicht)
- La jeune fille et la lune. Drama
- Les grappes lucides, Drama
- L'asile de la pureté, Drama
- Les Oranges sont vertes, Drama
- Brochuges, Gedichte
- Écrits sur l'art, Gedichte
- Étal mixte' et autres poèmes
- Mitten in den Binsen. Drama, Ausschnitt. Übers. Beate Thill. Das Wunderhorn, 2000. (Auszug aus: Au Coeur des Quenouilles. Aus: Œuvres poétiques complètes, Parti Pris, 1977)

## Notizen
1. ↑  Enthalten in Refus global in der Fassung vom 9. August 1948 in der Ausstellung in der Buchhandlung von Henri Tranquille, zusätzlich 2 weitere Texte von ihm

| Personendaten    | Personendaten              |
| ---------------- | -------------------------- |
| NAME             | Gauvreau, Claude           |
| KURZBESCHREIBUNG | kanadischer Schriftsteller |
| GEBURTSDATUM     | 19. August 1925            |
| GEBURTSORT       | Montreal                   |
| STERBEDATUM      | 7. Juli 1971               |
| STERBEORT        | Montreal                   |